# Брюк
Брюк (нем. Brück) — город в Германии, в земле Бранденбург.
Входит в состав района Потсдам-Миттельмарк. Подчиняется управлению Брюк.  Население составляет 3623 человека (на 31 декабря 2010 года). Занимает площадь 85,71 км². Официальный код  —  12 0 69 076.
Город подразделяется на 5 городских районов.
| Год  | Население |
| ---- | --------- |
| 2005 | 3887      |
| 2010 | 3613      |

## Фотографии

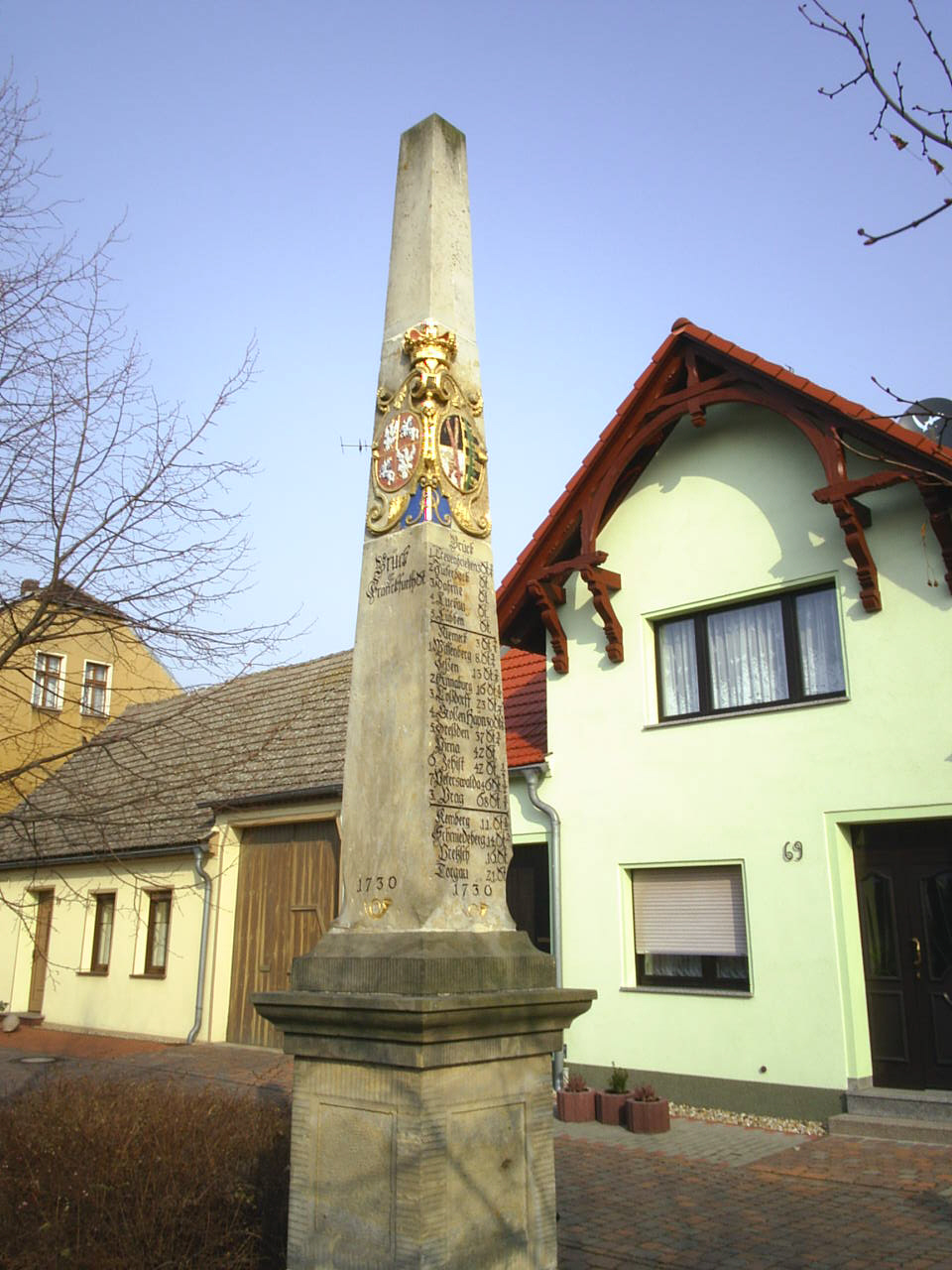
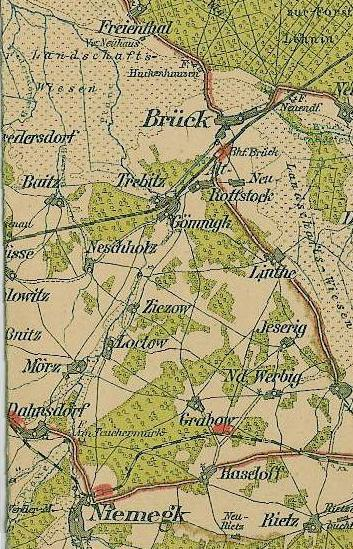
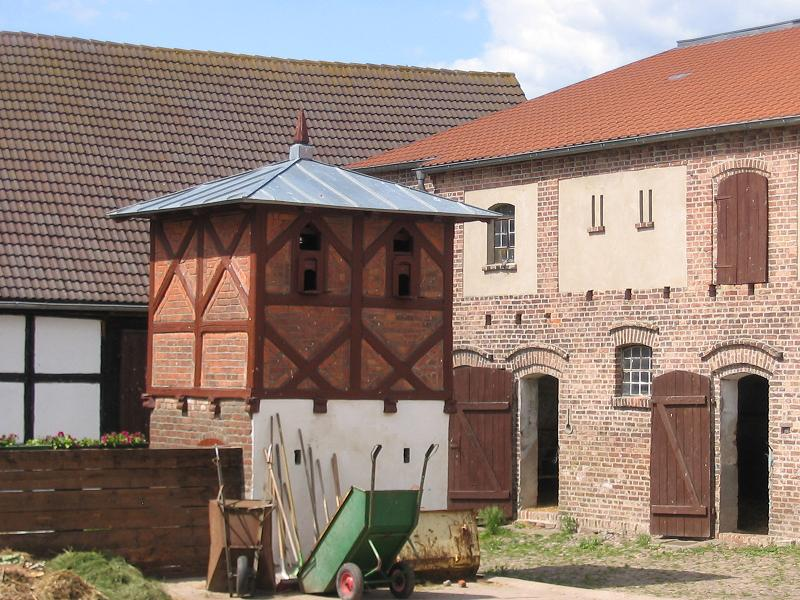
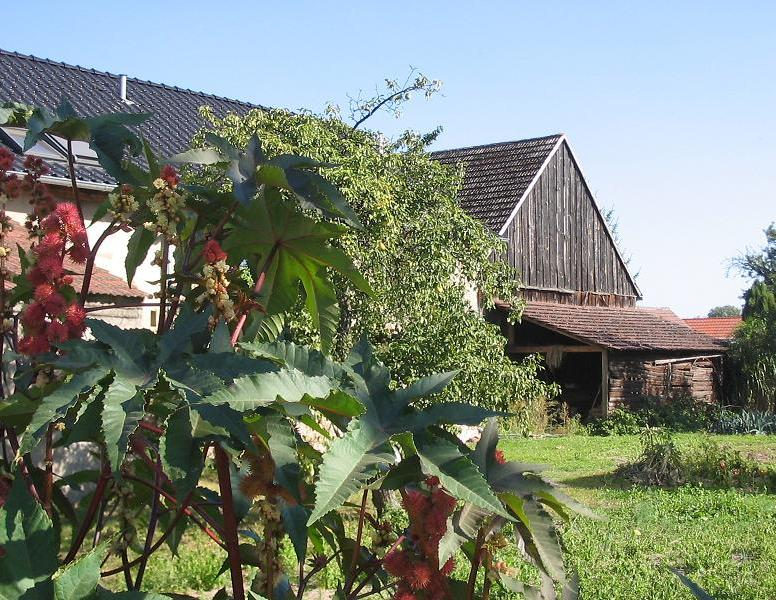
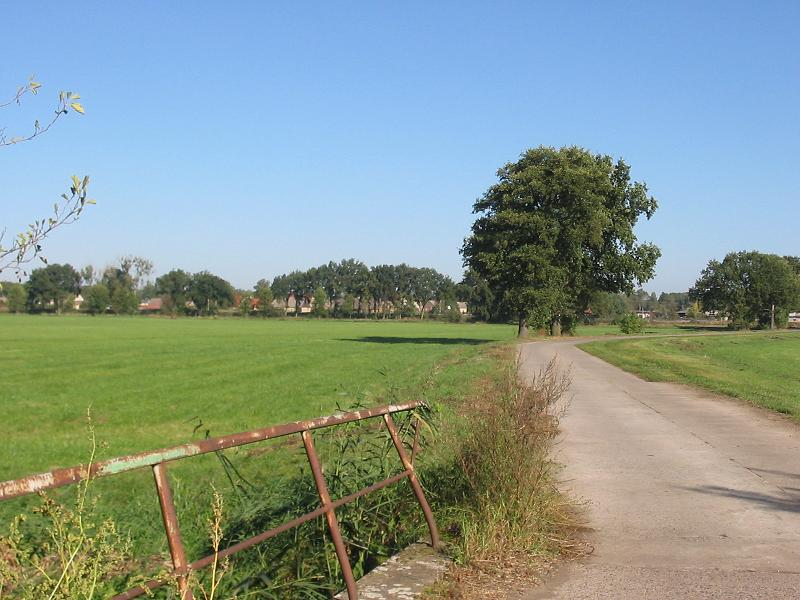
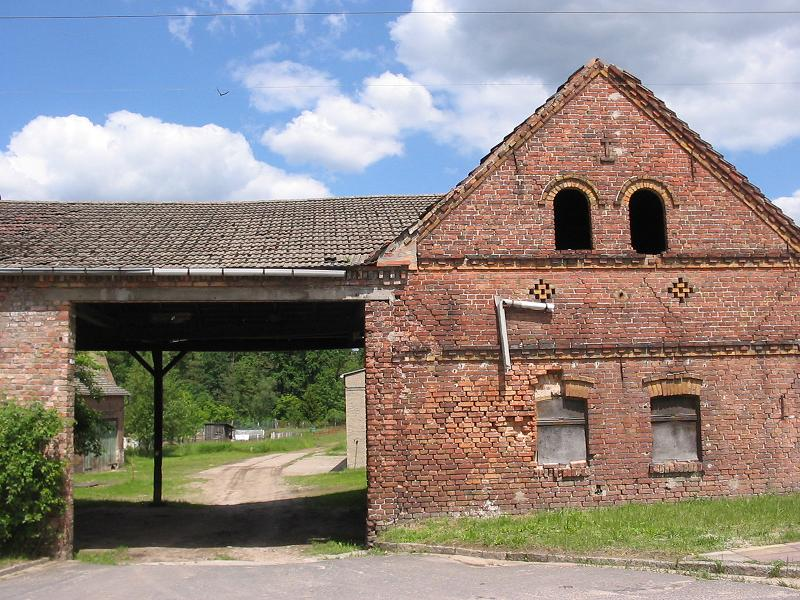
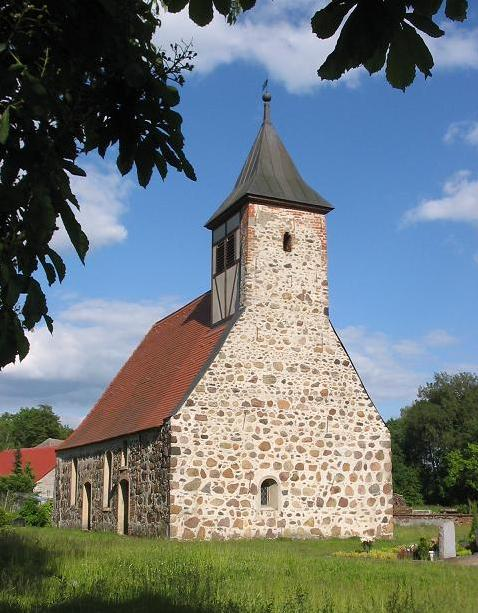
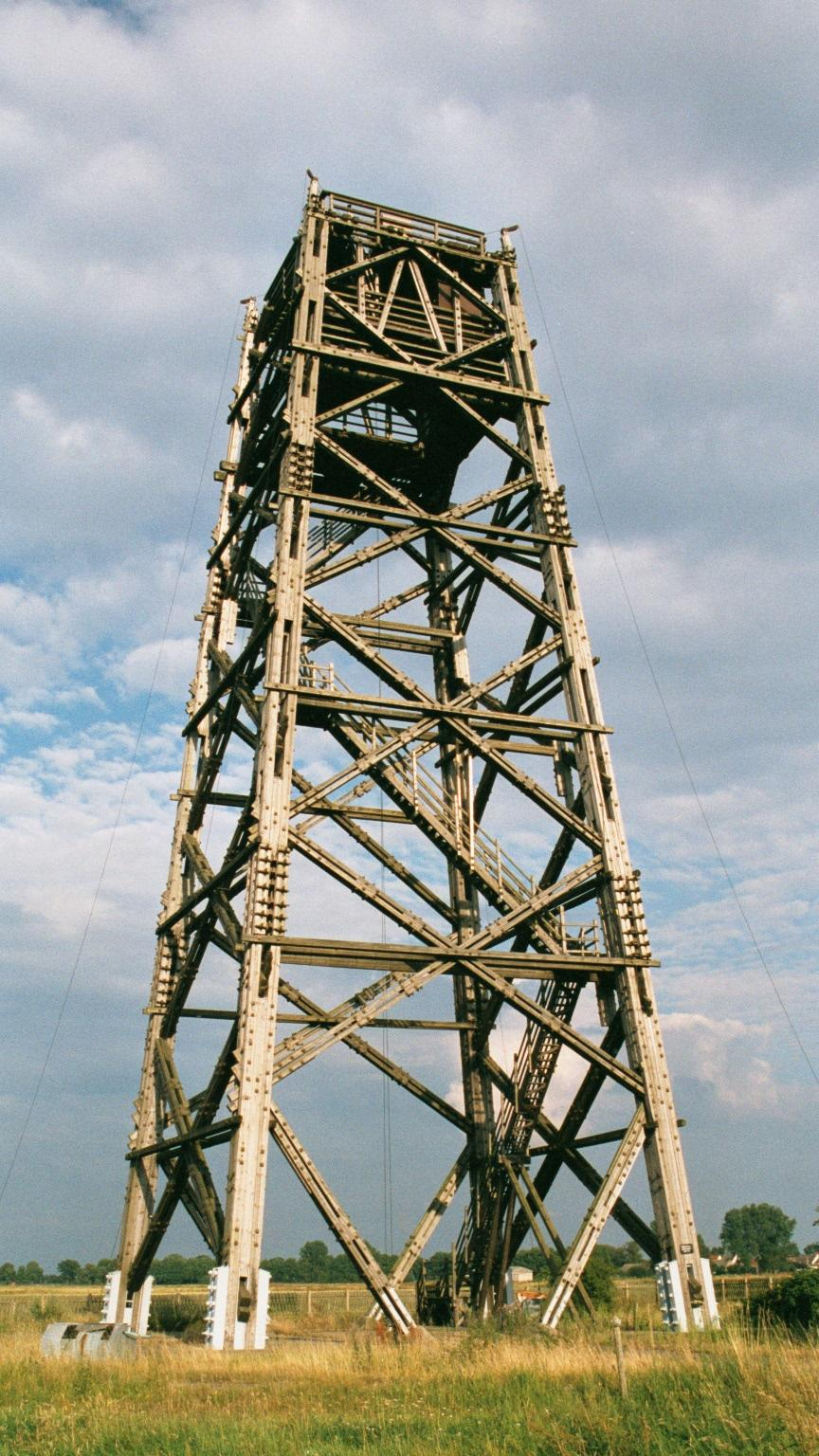
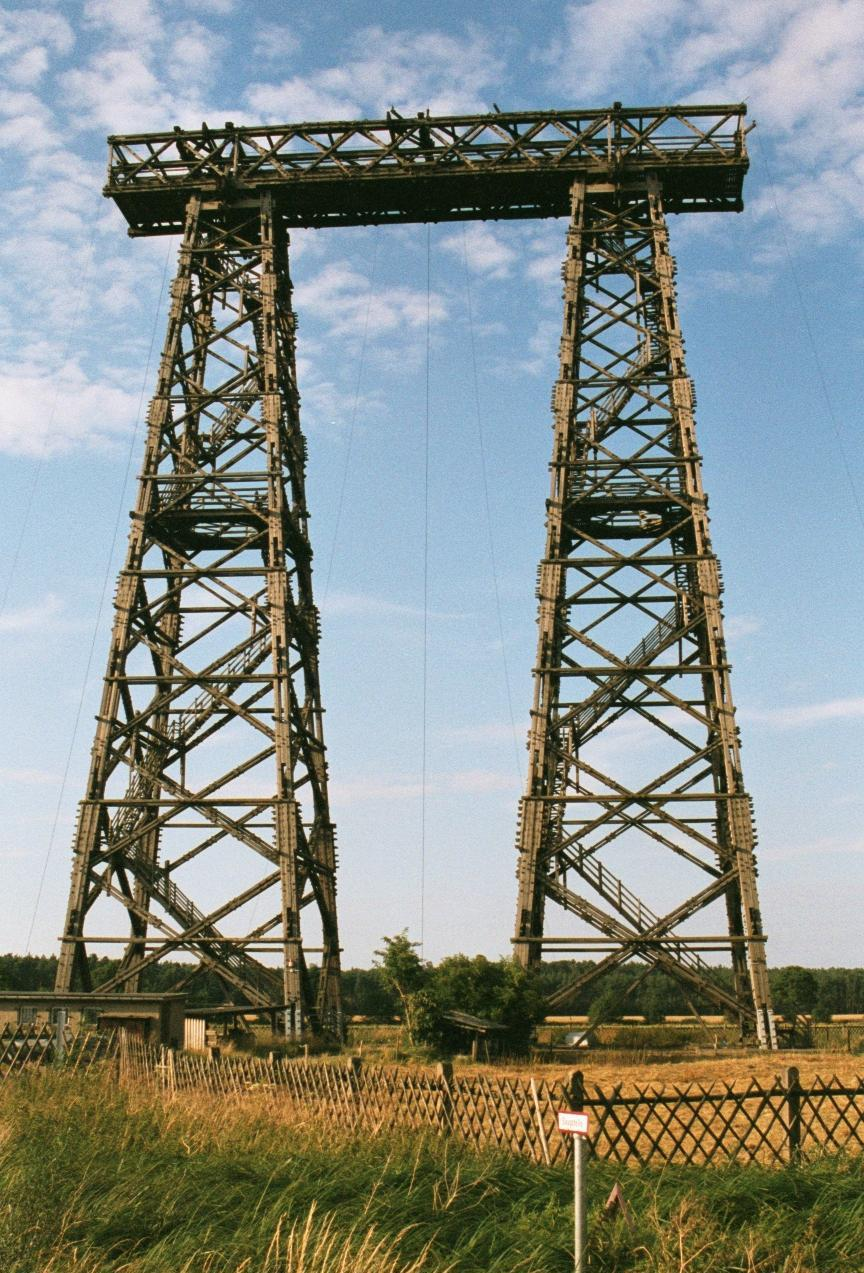